# フィネ・イニシ
フィネ・イニシ（Fine Inisi、1998年5月19日 - ）は、スーパーラグビー・パシフィック、モアナ・パシフィカに所属するラグビー選手。

## プロフィール
- ニュージーランド・オークランド出身[1]。
- ポジションはウィング(WTB)、センター(CTB)。
- 身長 187cm、体重 95kg
- 弟のロトゥもラグビー選手[2]。
- 7人制トンガ代表に選ばれたことがある。
- トンガ代表キャップ数は9(2025年1月現在）でラグビーワールドカップ2023のトンガ代表に選ばれた[3]。

## 略歴
ノースランド、タスマンを経て、2022年、モアナ・パシフィカに加入。